# Mehlhaus (Wüstung)
Mehlhaus ist eine abgegangene, mutmaßlich mittelalterliche Einzelsiedlung auf der Gemarkung von Grab, einem Ortsteil der Gemeinde Großerlach im baden-württembergischen Rems-Murr-Kreis. Über die Geschichte der Siedlung ist nicht viel bekannt; oberirdisch sind kaum Reste vorhanden.

## Lage und Geschichte
Etwa 900 Meter (Luftlinie) nördlich von Trauzenbach liegt ein Waldgewann mit dem Flurnamen Mehlhaus. Auffällig ist die südwestlich von Mehlhaus gelegene Rodungsinsel mit dem Flurnamen Heidenäcker. Auf der so genannten Ur-Flurkarte der Württembergischen Landesvermessung (1830er Jahre) gab es in dem Wald Mehlhaus drei weitere Rodungsinseln, die jedoch später aufgeforstet wurden. Am Ende eines Waldweges befand sich eine kleine Parzelle mit sieben Ecken, die vielleicht der Standort der Hofraite war. Südöstlich davon kommt der Flurname Altwiesen vor.
Die Siedlung Mehlhaus wird in keiner der erhaltenen Urkunden erwähnt. Nach Kartenbild, Gelände und Flurnamen muss es diese Siedlung jedoch gegeben haben: Unbewohnte Fluren erhielten nie einen Namen mit dem Suffix -haus. Weiterhin ist der von der Eichelesklinge bergan zum Mehlhaus führende Weg als Hohlweg ausgebildet und zeigt noch Spuren einer alten Pflasterung. In früheren Zeiten war es vollkommen unüblich, einen Waldweg außerhalb größerer Orte mit einem Straßenpflaster zu versehen. Etwa 150 Meter südwestlich der Höhenmarke 535,9 konnte eine ungewöhnliche Konzentration von unbearbeiteten Feldsteinen festgestellt werden. Unregelmäßigkeiten im Gelände könnten hier auf ehemalige Gebäude hindeuten. Nordwestlich davon befinden sich Spuren von Wölbackern.
Es ist bisher nicht bekannt, wann die Siedlung aufgegeben wurde.